# Makiptyelus dimorphus
Makiptyelus dimorphus är en insektsart som beskrevs av Moichirō Maki 1914. Makiptyelus dimorphus ingår i släktet Makiptyelus och familjen Machaerotidae. Inga underarter finns listade i Catalogue of Life.